# André Nunes
André Luís Correia Diogo Nunes (ur. 14 kwietnia 1984 w Limeirii) – brazylijski piłkarz występujący na pozycji napastnika.

## Kariera klubowa
Wychowanek klubu AA Internacional z rodzinnego miasta Limeira w stanie São Paulo. Następnie trenował w juniorskich zespołach Santos FC, União São João EC oraz włoskiej Atalanty BC. Karierę seniorską rozpoczął w 2003 roku w Coritiba FBC, gdzie przez 4 lata rozegrał 18 ligowych spotkań, w tym 1 w Série A i wywalczył dwukrotnie Campeonato Paranaense. Większość trwania kontraktu z Coritibą spędził na wypożyczeniach do innych klubów: Rio Branco SC, J. Malucelli Futebol oraz Atlético Goianiense. W 2007 roku na zasadzie transferu definitywnego przeniósł się on do J. Malucelli Futebol, skąd wypożyczono go na pół roku do Zagłębia Lubin prowadzonego przez Czesława Michniewicza.
Zadebiutował w wygranym 1:0 spotkaniu o Superpuchar Polski 2007 przeciwko GKS Bełchatów i zaliczył asystę przy zwycięskiej bramce Michała Golińskiego. 27 lipca 2007 rozegrał swój pierwszy mecz w I lidze w wygranym 2:1 spotkaniu z Widzewem Łódź, w którym zdobył gola. Od tego momentu wywalczył on miejsce w podstawowym składzie. Wystąpił w eliminacjach do Ligi Mistrzów 2007/08, gdzie Zagłębie zostało wyeliminowane w II rundzie przez Steauę Bukareszt. Na początku listopada 2007 roku w meczu z Cracovią doznał kontuzji barku, wskutek której nie mógł grać do końca rundy jesiennej. W styczniu 2008 roku, po wygaśnięciu wypożyczenia, władze Zagłębia z powodu wysokiej kwoty odstępnego zdecydowały nie korzystać z możliwości definitywnego wykupu. Ogółem wystąpił w 10 ligowych spotkaniach i zdobył 2 bramki.
W lutym 2008 roku Nunes podpisał kontrakt ze Steauą Bukareszt, po czym został natychmiast wypożyczony do Glorii Buzău. 15 marca zadebiutował w Liga I w meczu przeciwko Pandurii Târgu Jiu (1:3). Łącznie w rumuńskiej ekstraklasie rozegrał on 9 spotkań i zdobył 1 bramkę. Po zakończeniu okresu wypożyczenia jego kontrakt ze Steauą został rozwiązany a on sam powrócił do J. Malucelli Futebol (od 2009 roku występującego pod nazwą SC Corinthians Paranaense). W lipcu 2009 roku uzgodnił warunki trzyletniego kontraktu z Pandurii Târgu Jiu, jednak rozmowy zerwano z powodu jego nadwagi i nieodpowiedniej formy fizycznej. Tydzień później z tego samego powodu nie znalazł on zatrudnienia w Politehnice Jassy.
W pierwszej połowie 2010 roku Nunes występował w wenezuelskim klubie Deportivo Anzoátegui (Primera División). Od lata 2010 roku grał w brazylijskich zespołach z niższych kategorii rozgrywkowych: Arapongas EC, AA Anapolina, Iguaçu Agex FC, CR Atlético Catalano oraz Central SC. Podczas Apertura 2013  reprezentował barwy Cerro Largo FC, dla którego zaliczył 6 spotkań w Primera División Uruguaya i zdobył 1 bramkę. W styczniu 2014 roku przeszedł do Rio Branco EC (Campeonato Paulista Série A2), po czym po pół roku zakończył karierę zawodniczą.

## Sukcesy
Coritiba FBC
- Campeonato Paranaense: 2003, 2004

Zagłębie Lubin
- Superpuchar Polski: 2007